# Nawton
Nawton är en ort och civil parish i Storbritannien.   Den ligger i grevskapet North Yorkshire och riksdelen England, i den centrala delen av landet, 300 km norr om huvudstaden London. Nawton ligger 76 meter över havet och antalet invånare är 569.
Terrängen runt Nawton är platt åt sydost, men åt nordväst är den kuperad. Runt Nawton är det ganska glesbefolkat, med 27 invånare per kvadratkilometer. Närmaste större samhälle är Pickering, 14,6 km öster om Nawton. Trakten runt Nawton består till största delen av jordbruksmark.